# Greetings from Skamania
Greetings from Skamania – dziewiąty album studyjny The Skatalites, jamajskiej grupy muzycznej wykonującej ska. 
Płyta została wydana w roku 1996 przez amerykańską wytwórnię Shanachie Records. Produkcją nagrań zajął się Randall Grass.
W roku 1997 krążek został nominowany do nagrody Grammy w kategorii najlepszy album reggae. Była to druga nominacja do tej statuetki w historii zespołu.

## Lista utworów
1. "Skalloween"
2. "Skamania"
3. "El Pussycat"
4. "Right Now"
5. "Have A Good Time"
6. "Phoenix City"
7. "Trip To Mars"
8. "Triangle"
9. "Wood & Water"
10. "I Wish You Love"
11. "S'kool"

## Muzycy

### The Skatalites
- Roland Alphonso - saksofon tenorowy
- Tommy McCook - saksofon tenorowy
- Lester "Ska" Sterling - saksofon altowy
- Lloyd Brevett - kontrabas
- Lloyd Knibb - perkusja
- Will Clark - puzon
- Nathan Breedlove - trąbka
- Devon James - gitara
- Bill Smith - keyboard

### Gościnnie
- Bobby Watson - saksofon altowy
- Steve Turre - puzon
- Larry McDonald - perkusja
- Doreen Shaffer - wokal